# Saba Lobzhanidze
Saba Lobjanidze (en georgiano: საბა ლობჟანიძე; Tiflis, 18 de diciembre de 1994) es un futbolista georgiano que juega en la posición de extremo para el Atlanta United F. C. de la Major League Soccer.

## Selección nacional
Tras jugar con la selección de fútbol sub-19 de Georgia y con la sub-21, finalmente debutó con la selección absoluta el 23 de enero de 2017. Lo hizo en un partido amistoso contra Uzbekistán que finalizó con un resultado de empate a dos tras los goles de Teimuraz Shonia y del propio Lobjanidze para Georgia, y un doblete de Eldor Shomurodov para Uzbekistán.

### Participaciones en Eurocopas
| Copa          | Sede     | Resultado        | Partidos | Goles |
| ------------- | -------- | ---------------- | -------- | ----- |
| Eurocopa 2024 | Alemania | Octavos de final | 1        | 0     |

### Goles internacionales
| # | Fecha               | Estadio                                           | Oponente   | Gol | Resultado | Competición                         |
| - | ------------------- | ------------------------------------------------- | ---------- | --- | --------- | ----------------------------------- |
| 1 | 23 de enero de 2017 | The Sevens Stadium, Dubái, Emiratos Árabes Unidos | Uzbekistán | 1-2 | 2-2       | Amistoso                            |
| 2 | 10 de junio de 2019 | Parken Stadion, Copenhague, Dinamarca             | Dinamarca  | 1-1 | 5-1       | Clasificación para la Eurocopa 2020 |
| 3 | 25 de marzo de 2023 | Estadio de Batumi, Batumi, Georgia                | Mongolia   | 4-1 | 6-1       | Amistoso                            |

## Clubes
| Club                            | País           | Año       | Partidos | Goles |
| ------------------------------- | -------------- | --------- | -------- | ----- |
| FC Dinamo Tbilisi II            | Georgia        | 2013-2014 | 19       | 5     |
| FC Dinamo Tbilisi               | Georgia        | 2014-2016 | 47       | 4     |
| FC Chikhura Sachkhere (cedido)  | Georgia        | 2016      | 17       | 11    |
| FC Dinamo Tbilisi               | Georgia        | 2016-2017 | 13       | 7     |
| Randers FC                      | Dinamarca      | 2017-2020 | 91       | 32    |
| Ankaragücü                      | Turquía        | 2020-2021 | 53       | 4     |
| Hatayspor                       | Turquía        | 2021-2023 | 61       | 9     |
| Fatih Karagümrük S. K. (cedido) | Turquía        | 2023      | 10       | 2     |
| Atlanta United F. C.            | Estados Unidos | 2023-     | 67       | 14    |

## Palmarés

### Campeonatos nacionales
| Título               | Club              | País    | Año  |
| -------------------- | ----------------- | ------- | ---- |
| Copa de Georgia      | FC Dinamo Tbilisi | Georgia | 2015 |
| Supercopa de Georgia | FC Dinamo Tbilisi | Georgia | 2015 |
| Erovnuli Liga        | FC Dinamo Tbilisi | Georgia | 2016 |
| Copa de Georgia      | FC Dinamo Tbilisi | Georgia | 2016 |